# Absurd Ventures
 (juin 2025).
La mise en forme du texte ne suit pas les recommandations de Wikipédia : il faut le « wikifier ».
Les points d'amélioration suivants sont les cas les plus fréquents. Le détail des points à revoir est peut-être précisé sur la page de discussion.
- Les titres sont pré-formatés par le logiciel. Ils ne sont ni en capitales, ni en gras.
- Le texte ne doit pas être écrit en capitales (les noms de famille non plus), ni en gras, ni en italique, ni en « petit »…
- Le gras n'est utilisé que pour surligner le titre de l'article dans l'introduction, une seule fois.
- L'italique est rarement utilisé : mots en langue étrangère, titres d'œuvres, noms de bateaux, etc.
- Les citations ne sont pas en italique mais en corps de texte normal. Elles sont entourées par des guillemets français : « et ».
- Les listes à puces sont à éviter, des paragraphes rédigés étant largement préférés. Les tableaux sont à réserver à la présentation de données structurées (résultats, etc.).
- Les appels de note de bas de page (petits chiffres en exposant, introduits par l'outil «  Source ») sont à placer entre la fin de phrase et le point final[comme ça].
- Les liens internes (vers d'autres articles de Wikipédia) sont à choisir avec parcimonie. Créez des liens vers des articles approfondissant le sujet. Les termes génériques sans rapport avec le sujet sont à éviter, ainsi que les répétitions de liens vers un même terme.
- Les liens externes sont à placer uniquement dans une section « Liens externes », à la fin de l'article. Ces liens sont à choisir avec parcimonie suivant les règles définies. Si un lien sert de source à l'article, son insertion dans le texte est à faire par les notes de bas de page.
- La présentation des références doit suivre les conventions bibliographiques. Il est recommandé d'utiliser les modèles {{Ouvrage}}, {{Chapitre}}, {{Article}}, {{Lien web}} et/ou {{Bibliographie}}. Le mode d'édition visuel peut mettre en forme automatiquement les références.
- Insérer une infobox (cadre d'informations à droite) n'est pas obligatoire pour parachever la mise en page.

Pour une aide détaillée, merci de consulter Aide:Wikification.
Si vous pensez que ces points ont été résolus, vous pouvez retirer ce bandeau et améliorer la mise en forme d'un autre article.
Absurd Ventures est une société américaine créée en 2021 par le producteur et scénariste Dan Houser. L’entreprise produit dans plusieurs domaines de divertissement comme le jeu vidéo, le cinéma, les séries télévisées, l’animation, les romans mais aussi les podcast. 
Auparavant, Dan Houser avait co-fondé avec son frère Sam Houser, l’entreprise de jeu vidéo Rockstar Games en décembre 1998, qu’il décida de quitter en février 2020 après plus de 20 ans passé dans l’entreprise.

## Histoire
Après avoir quitté Rockstar Games en 2020, Dan Houser a enregistré Absurd Ventures LLC dans le Delaware le 17 février 2021, et a incorporé Absurd Ventures in Games à Altrincham le 23 juin,.
L'entreprise est annoncé en juin 2023, avec comme mission de "construire des mondes narratifs, créer des personnages, et écrire des histoires pour une gamme variée de genres sans nous limiter à un média spécifique" d’après Dan Houser.
Plusieurs autres anciens employés de Rockstar ont rejoint Absurd Ventures, y compris le directeur marketing Adam Tedman en 2022, le producteur Lazlow Jones en juin 2023, et l'écrivain Michael Unsworth en octobre.
En septembre 2024, Absurd Ventures a étendu ses activités en créant un nouveau studio nommé Absurd Marin, basé à San Rafael, en Californie. Ce studio a été formé en intégrant des membres de l'ancienne équipe Ascendant Studios, connue pour leur travail sur Immortals of Aveum. Bret Robbins, fondateur et directeur du jeu d'Ascendant Studios, a été nommé à la tête d'Absurd Marin. L'équipe, composée d'environ 20 développeurs d'Immortals of Aveum, travaille actuellement sur un jeu d'action-aventure basé sur une nouvelle propriété intellectuelle non annoncée,.
En décembre 2024, Absurd Ventures a obtenu un investissement stratégique de la société de développement et d'édition de jeux sud-coréenne Smilegate.
Les premiers projets officiellement dévoilés par le studio est un podcast nommé A Better Paradise et un roman graphique nommé American Caper.
En janvier 2025, la société a dévoilé l'"Absurdaverse", mettant en vedette un mélange diversifié de personnages.
En mars 2025, Houser a confirmer qu’un deuxième jeu dans l’univers de A Better Paradise est actuellement en cours de développement mais qu’il ne sortira pas avant encore quelques années.

## Projets
| Année | titre                            | type              | Série             | Réf.   |
| ----- | -------------------------------- | ----------------- | ----------------- | ------ |
| 2024  | A Better Paradise                | Série de podcasts | A Better Paradise | [ 12 ] |
| 2025  | American Caper                   | Roman graphique   | American Caper    | [ 13 ] |
| 2025  | A Better Paradise Volume One     | Roman             | A Better Paradise | [ 14 ] |
| TBA   | Série animée sans titre          | Série             | Absurdaverse      |        |
| TBA   | Livre sans titre                 | Livre de poche    | American Caper    |        |
| TBA   | Jeu d'action-aventure sans titre | Jeu vidéo         | Absurdaverse      |        |
| TBA   | Jeu sans titre                   | Jeu vidéo         | A Better Paradise |        |